# Junonia lemonias
Espèce
Junonia lemonias est un insecte lépidoptère  de la famille des  Nymphalidae, de la sous-famille des Nymphalinae et du genre Junonia.

## Dénomination
Junonia lemonias (Carl von Linné, 1758)
Synonymes : Papilio lemonias (Linné, 1758), Papilio aonis (Linné, 1758), Precis lemonias  (Fruhstorfer, 1912)..

### Noms vernaculaires
Junonia  lemonias  se nomme en anglais Lemon Pansy.

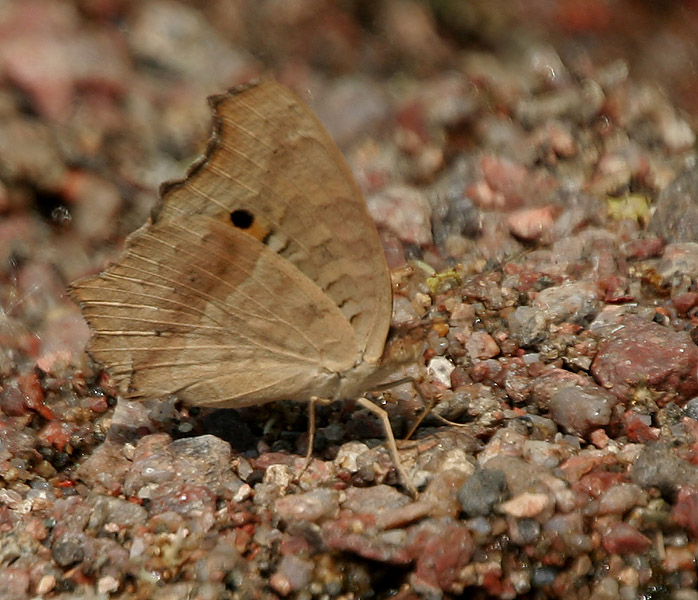
Junonia lemonias

### Sous-espèces
- Junonia lemonias lemonias présent en Inde, Indochine, Malaisie, Chine, Thaïlande et à Taïwan.
- Junonia lemonias aenaria (Fruhstorfer, 1912)
- Junonia  lemonias vaisya (Fruhstorfer, 1912)  présent à Ceylan[1].

## Description
Il présente suivant la saison un dimorphisme de couleur passant du marron clair au marron presque noir.
C'est donc un très grand papillon marron à noir aux ailes antérieures tachées de blanc et aux ailes postérieures unies, chacune étant ornementée d'un ocelle orange centré de bleu vif. La bordure des antérieures et des postérieure présente des lignes minces blanches et marron.
Le verso est marron clair.

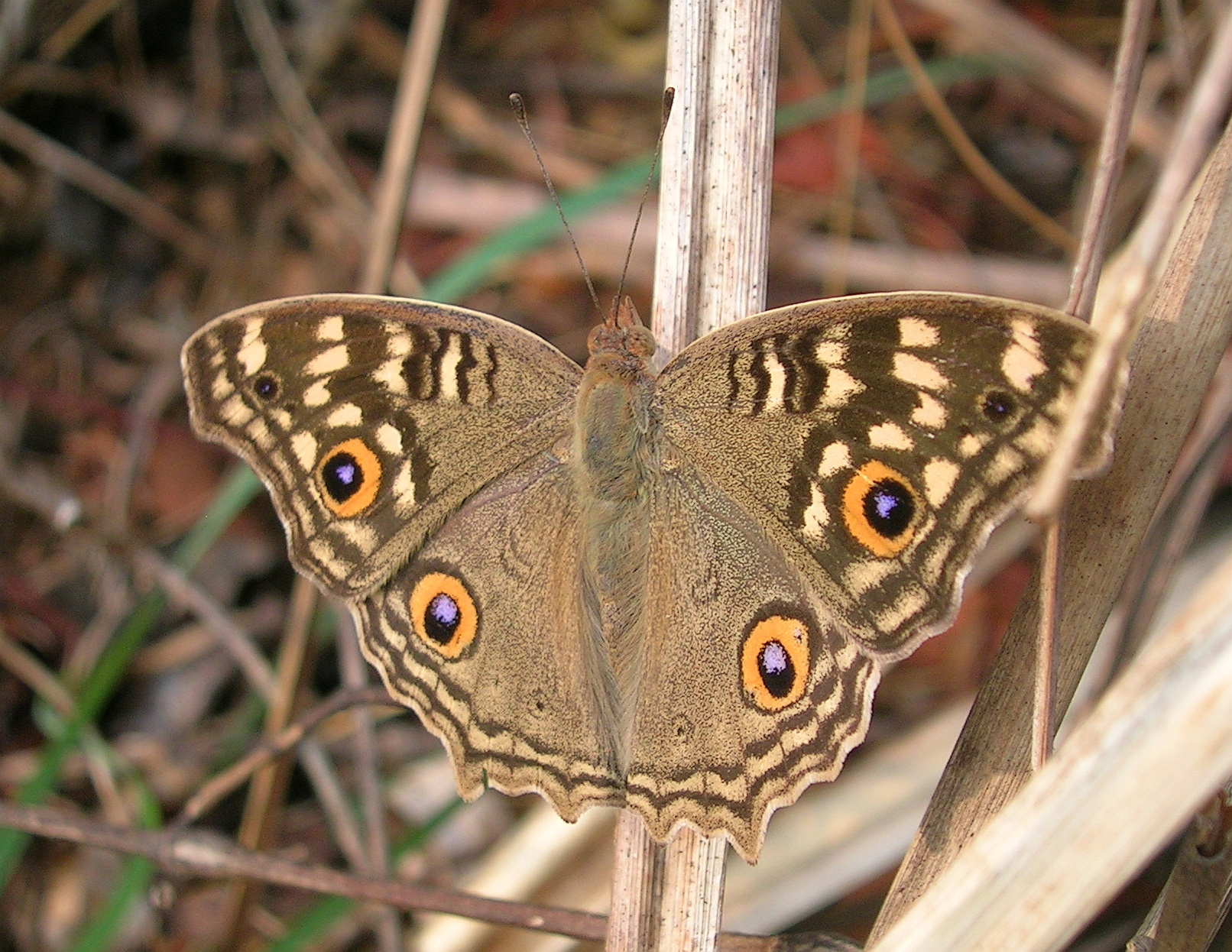
Junonia lemonias
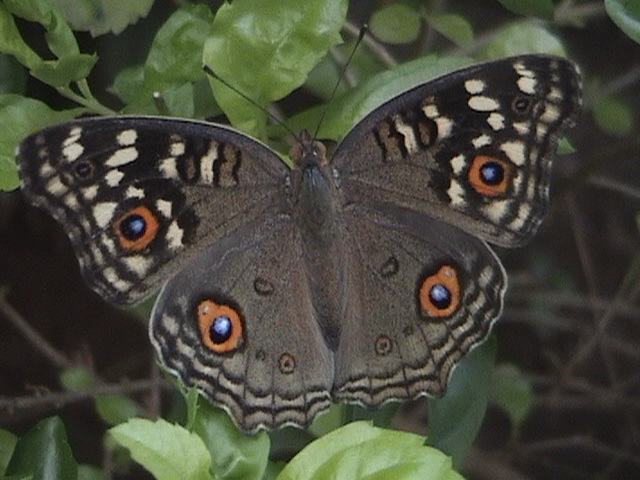
forme durant la saison humide

### Chenille
Les œufs sont de couleur verte.
La chenille

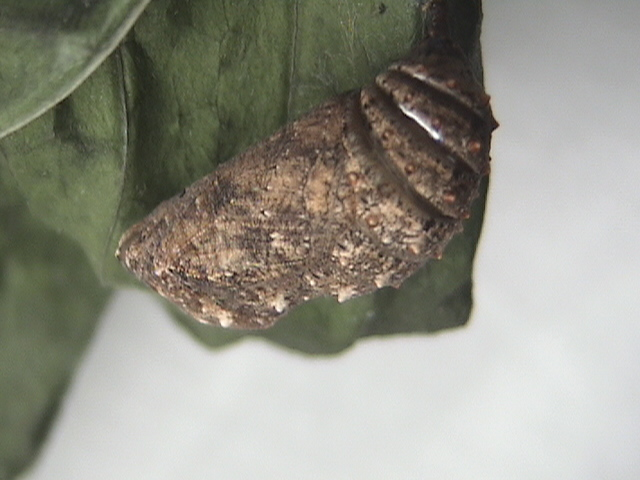
chrysalide

La chrysalide est marron terne.

## Biologie

### Plantes hôtes
Ses plantes hôtes sont diverses, dont  Nelsonia campestris, Asteracantha longifolia, Lepidagathis incurva, Sida rhombifolia, Lepidagathis formosensis, Goldfussia formosanus.

## Écologie et distribution

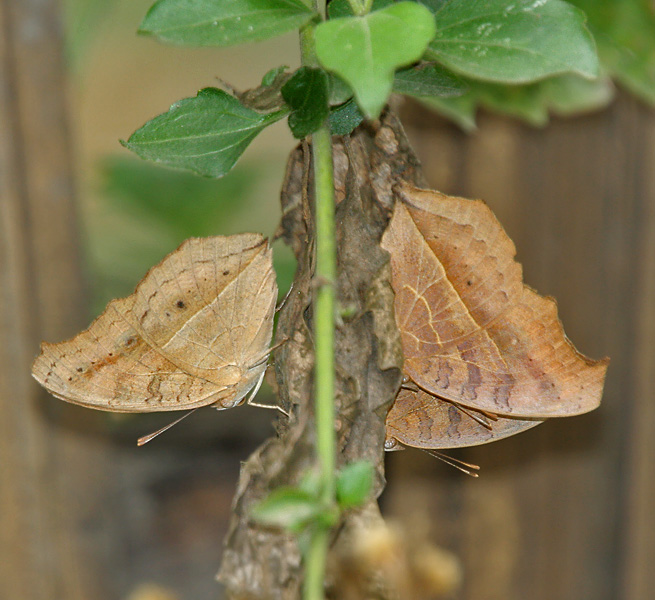
groupe de Junonia lemonias

Junonia lemonias est présent dans tout le sud de l'Asie, Indochine, Inde, Malaisie, Ceylan, Chine, Thaïlande et Taïwan.
C'est un migrateur.

### Biotope
Présent dans les jardins et les lieux ouverts.

### Protection
Pas de statut de protection particulier.